# If (Magazin)
If war ein englischsprachiges Science-Fiction-Magazin.
Insgesamt erschienen 175 Ausgaben zwischen März 1952 und November/Dezember 1974, meist in zweimonatlichem Abstand. Von März 1954 bis Juli 1955 und von Juli 1964 bis Mai 1970 (mit 3 Ausnahmen) erschien die Zeitschrift monatlich.
Anfangs war Worlds of Science Fiction der Untertitel, ab November 1961 wurde dieser im Logo zum Titel verschmolzen als Worlds of If – Science Fiction.
1966, 1967 und 1968 wurde If mit dem Hugo Award als beste Zeitschrift ausgezeichnet.

## Geschichte
Gegründet wurde If von James L. Quinn und erschien zunächst in dessen Verlag Quinn Publishing Co. mit Paul W. Fairman als Herausgeber. Fairman hatte zuvor für Ziff-Davis gearbeitet und konnte der neuen Zeitschrift kein eigenes Gesicht gegenüber Amazing Stories und anderen Ziff-Davis-Magazinen geben. Daher übernahm Quinn ab September 1952 selbst dessen Posten und blieb bis August 1958 Herausgeber von If, mit Ausnahme der Zeit von Mai 1953 bis März 1954, als Larry T. Shaw als stellvertretender Herausgeber seine Aufgaben übernahm.
Sein Nachfolger wurde für 3 Ausgaben Damon Knight, doch dann trat eine Pause ein, da If an den Verlag Digest Productions verkauft wurde, in dem auch Galaxy Science Fiction erschien. Ab Juli 1959 erschien dann If im neuen Verlag mit H. L. Gold als Herausgeber, der auch Herausgeber von Galaxy war.
Im November 1961 wurde Frederik Pohl Herausgeber und ab Juli 1963 firmierte der Verlag als Galaxy Publishing Corporation. Es gelang Pohl, der Zeitschrift ein eigenes Profil gegenüber Galaxy zu geben, zugleich war die Zeit seiner Herausgeberschaft auch die Zeit, in der If mehrfach den Hugo erhielt und in If erschienene Geschichten mehrfach ausgezeichnet wurden, darunter:
- Robert A. Heinlein: The Moon is a Harsh Mistress (erschienen Dezember 1965 bis April 1966): Hugo als bester Roman
- Larry Niven: Neutron Star (erschienen Oktober 1966): Hugo als beste Kurzgeschichte
- Harlan Ellison: I Have No Mouth, and I Must Scream (erschienen März 1967): Hugo als beste Kurzgeschichte
- Isaac Asimov: The Gods Themselves (März/April 1972, ein Teil hier, die anderen in Galaxy): Hugo, Nebula und Locus Award als bester Roman

Außerdem führte Pohl eine Rubrik If first für Erstveröffentlichungen junger Autoren ein. Hier debütierte Larry Niven 1964 mit The Coldest Place und mit ihm Joseph Green, Bruce McAllister und Alexei Panshin.
1969 wurden Galaxy und If an Universal Publishing and Distributing Co. (UPD) verkauft, Pohl nahm den Besitzerwechsel zum Anlass, sich wieder ganz dem Schreiben zu widmen, und an seiner Stelle wurde Ejler Jakobsson im Juli Herausgeber für beide Zeitschriften. If verlor in der Folge sowohl an Profil wie auch an Auflage. Die letzten vier Ausgaben vor der Einstellung des Titels wurden von Jim Baen herausgegeben. 1974 ging If in Galaxy auf, obwohl zuletzt If die höhere Auflage hatte.
Neben der US-Ausgabe erschienen auch mehrere britische Ausgaben, die allerdings nicht selbständig waren, sondern lediglich US-Ausgaben nachdruckten. So erschienen bei Strato Publications 15 Nummern aus den Jahren 1953/1954 und weitere 18 aus den Jahren 1959–1962. Dann erschienen von Januar bis November 1967 bei Gold Star Publications Nachdrucke der jeweils 10 Monate zuvor erschienenen US-Ausgaben und schließlich wurden die UPD-Ausgaben importiert und neu nummeriert, allerdings nicht aufeinanderfolgend.
Ein Wiederbelebungsversuch als Worlds of If im September/November 1986 scheiterte nach nur einer Ausgabe.

## Sammelbände

### US-Sammelbände
In den USA erschienen eine Reihe von Sammelbänden mit den besten Stories aus If:
- Herausgegeben von James L. Quinn:
  - The First World of If (1957)
  - The Second World of If (1958)

- Herausgegeben von Frederik Pohl:
  - The Best Science Fiction from If (1964)
  - The If Reader of Science Fiction (1966)
  - The Second If Reader of Science Fiction (1968)
  - Worlds of If (1986)

- Herausgegeben von Ejler Jakobsson (als: „Die Herausgeber von If“):
  - The Best from If (1973)
  - The Best from If Vol. II (1974)

- Herausgegeben von Jim Baen (auch James Baen), dem Herausgeber von Galaxy:
  - The Best from If Vol. III (1976)

- Samuel H. Post brachte zwei Sammelbände mit sämtlich aus If stammenden Stories heraus, ohne auf die Herkunft hinzuweisen:
  - The 6 Fingers of Time and 5 Other Science Fiction Novelets (1965)
  - The Frozen Planet and Other Stories (1966)

### Deutsche Sammelbände
In der Bundesrepublik erschien ein Querschnitt dieser US-Sammelbände in deutscher Übersetzung in den 1979 und 1981 erschienenen Bänden 76–78, 86 und 88 von Ullsteins Science Fiction Stories. Pohls erster The If Reader of Science Fiction von 1966 erschien als direkte deutsche Entsprechung unter dem Titel Signale (1975 im Rahmen der Reihe Fischer Orbit bei Fischer TB, 1985 und 1987 jeweils bei Moewig).
Darüber hinaus erschienen auf dem deutschen Markt Sammelbände zu bestimmten Zyklen oder bestimmten Autoren mit Stories ausschließlich oder überwiegend aus If:
- Auch sie sind Menschen ... (Sammelband mit Stories von James Blish, 1960 und 1962 jeweils bei Goldmann, 1981 bei Tosa)
- Der Drachentöter (Keith Laumers Retief- alias Galaktischer-Diplomat-Zyklus, 1970 als Terra Taschenbuch)
- Neutron Star (Larry Nivens Known-Space-Zyklus, 1976 bei Goldmann)
- Berserker (Fred Saberhagens Beserker-Zyklus, 1986 und 1988 bei Moewig)
- Sternenschiffe (zweibändige, von Isaac Asimov herausgegebene thematische Anthologie, 1987 bei Ullstein)
- Meine Freunde, die Roboter (Sammelband mit von Asimov geschriebenen Stories, 1982 und 1997 bei Heyne)
- Roboterträume (Sammelband mit von Asimov geschriebenen Stories, 1988 und 1992 bei Bastei Lübbe)

Vereinzelt erschienen Stories aus den US-amerikanischen Best-of-Bänden auch in anderen Bänden von Ullsteins Science Fiction Stories und Wolfgang Jeschkes 1974–1984 erschienenem Science Fiction Story Reader bei Heyne.

## Ausgaben und Herausgeber
|      | Jan  | Feb  | Mar   | Apr  | May   | Jun  | Jul   | Aug  | Sep  | Oct   | Nov   | Dec   |
| ---- | ---- | ---- | ----- | ---- | ----- | ---- | ----- | ---- | ---- | ----- | ----- | ----- |
| 1952 |      |      | 1/1   |      | 1/2   |      | 1/3   |      | 1/4  |       | 1/5   |       |
| 1953 | 1/6  |      | 2/1   |      | 2/2   |      | 2/3   |      | 2/4  |       | 2/5   |       |
| 1954 | 2/6  |      | 3/1   | 3/2  | 3/3   | 3/4  | 3/5   | 3/6  | 4/1  | 4/2   | 4/3   | 4/4   |
| 1955 | 4/5  | 4/6  | 5/1   | 5/2  | 5/3   | 5/4  | 5/5   |      | 5/6  |       | 6/1   |       |
| 1956 |      | 6/2  |       | 6/3  |       | 6/4  |       | 6/5  |      | 6/6   |       | 7/1   |
| 1957 |      | 7/2  |       | 7/3  |       | 7/4  |       | 7/5  |      | 7/6   |       | 8/1   |
| 1958 |      | 8/2  |       | 8/3  |       | 8/4  |       | 8/5  |      | 8/6   |       | 9/1   |
| 1959 |      | 9/2  |       |      |       |      | 8/6   |      | 9/4  |       | 9/5   |       |
| 1960 | 9/6  |      | 10/1  |      | 10/2  |      | 10/3  |      | 10/4 |       | 10/5  |       |
| 1961 | 10/6 |      | 11/1  |      | 11/2  |      | 11/3  |      | 11/4 |       | 11/5  |       |
| 1962 | 11/6 |      | 12/1  |      | 12/2  |      | 12/3  |      | 12/4 |       | 12/5  |       |
| 1963 | 12/6 |      | 13/1  |      | 13/2  |      | 13/3  |      | 13/4 |       | 13/5  |       |
| 1964 | 13/6 |      | 14/1  |      | 14/2  |      | 14/3  | 14/4 |      | 14/5  | 14/6  | 14/7  |
| 1965 | 15/1 | 15/2 | 15/3  | 15/4 | 15/5  | 15/6 | 15/7  | 15/8 | 15/9 | 15/10 | 15/11 | 15/12 |
| 1966 | 16/1 | 16/2 | 16/3  | 16/4 | 16/5  | 16/6 | 16/7  | 16/8 | 16/9 | 16/10 | 16/11 | 16/12 |
| 1967 | 17/1 | 17/2 | 17/3  | 17/4 | 17/5  | 17/6 | 17/7  | 17/8 | 17/9 | 17/10 | 17/11 | 17/12 |
| 1968 | 18/1 | 18/2 | 18/3  | 18/4 | 18/5  | 18/6 | 18/7  | 18/8 | 18/9 | 18/10 | 18/11 | 18/12 |
| 1969 | 19/1 | 19/2 | 19/3  | 19/4 | 19/5  |      | 19/6  |      | 19/7 | 19/8  | 19/9  | 19/10 |
| 1970 | 20/1 | 20/2 | 20/3  | 20/4 | 20/5  |      | 20/6  |      | 20/7 |       | 20/8  |       |
| 1971 | 20/9 |      | 20/10 |      | 20/11 |      | 20/12 |      | 21/1 |       | 21/2  |       |
| 1972 | 21/3 |      | 21/4  |      | 21/5  |      | 21/6  |      | 21/7 |       | 21/8  |       |
| 1973 | 21/9 |      | 21/10 |      | 21/11 |      | 21/12 |      | 22/1 |       | 22/2  |       |
| 1974 | 22/3 |      | 22/4  |      | 22/5  |      | 22/6  |      | 22/7 |       | 22/8  |       |

| Herausgeber     | von             | bis                    |
| --------------- | --------------- | ---------------------- |
| Paul W. Fairman | März 1952       | September 1952         |
| James L. Quinn  | November 1952   | August 1958            |
| Larry T. Shaw   | Mai 1953        | März 1954              |
| Damon Knight    | Oktober 1958    | Februar 1959           |
| H. L. Gold      | Juli 1959       | September 1961         |
| Frederik Pohl   | November 1961   | Mai 1969               |
| Ejler Jakobsson | Juli 1969       | Januar/Februar 1974    |
| Jim Baen        | März/April 1974 | November/Dezember 1974 |